# بول أوسكار هوكر
بول أوسكار هوكر (بالألمانية: Paul Oskar Höcker) (و. 1865 – 1944 م) هو كاتب، وصحفي، وكاتب سير ذاتية ألماني، ولد في ماينينغن، توفي في راستات، عن عمر يناهز 79 عاماً.

## وصلات خارجية
- بول أوسكار هوكر على موقع IMDb (الإنجليزية)

- بول أوسكار هوكر في قاعدة بيانات الأفلام على الإنترنت